# مدیریت مقصد
شرکت مدیریت مقصد (DMC)، یک شرکت خدمات حرفه‌ای با دانش، تخصص و منابع محلی است که در زمینه طراحی و اجرای رویدادها، فعالیت‌ها، تورها، جابجایی و همچنین برنامه‌های تأمین و تدارکات فعالیت می‌کند.
سازمان‌های مدیریت مقصد بسیار معدودی وجود دارند. مدیریت در این‌جا به کنترل اشاره دارد و یک سازمان گردشگری به ندرت بر منابع موجود در مقصد احاطه دارد. به عنوان مثال می‌توان به توسعه حومه شهر روتوروا توسط دولت نیوزیلند در نیمه اول قرن بیستم اشاره کرد. اغلب چنین نهادهایی به عنوان سازمان‌های بازاریابی مقصد شناخته می‌شوند.
یک DMC، سرویس‌های مبتنی بر منطقه را بر اساس دانش محلی و با در نظر گرفتن اهداف ارائه می‌کند. این سرویس‌ها خدماتی مانند حمل و نقل، اقامت در هتل‌ها، رستوران‌ها، فعالیت‌های سیاحتی و گردشگری، برگزاری کنفرانس‌های محلی، رویدادهای با موضوع خاص، ناهار و تدارکات جشن‌ها، جلسات و همچنین کمک به مشکلات و موانع زبانی را در بر می‌گیرد.
DMCها می‌توانند با فعالیت به عنوان یک کنسرسیوم خرید گروهی و با امکان دسترسی و به‌کارگیری خدمات‌دهنده‌های بهتر، نرخ‌های رقابتی‌ای بر اساس توان خرید مشتریان ارائه دهند.